# Halowe Mistrzostwa Europy w Lekkoatletyce 1984 – pchnięcie kulą kobiet
Pchnięcie kulą kobiet – jedna z konkurencji technicznych rozgrywanych podczas halowych lekkoatletycznych mistrzostw Europy w  hali Scandinavium w Göteborgu. Rozegrano od razu finał 3 marca 1984. Zwyciężyła reprezentantka Czechosłowacji Helena Fibingerová, która tym samym obroniła tytuł zdobyty na poprzednich mistrzostwach.

## Rezultaty
Rozegrano od razu finał, w którym wzięło udział 8 miotaczek.

Opracowano na podstawie materiału źródłowego.
| Poz. | Zawodniczka        | Reprezentacja  | Próby | Próby | Próby | Próby | Próby | Próby | Wynik |
| Poz. | Zawodniczka        | Reprezentacja  | 1     | 2     | 3     | 4     | 5     | 6     | Wynik |
| ---- | ------------------ | -------------- | ----- | ----- | ----- | ----- | ----- | ----- | ----- |
| 01 ! | Helena Fibingerová | Czechosłowacja | x     | 20,15 | x     | 19,83 | 20,34 | x     | 20,34 |
| 02 ! | Claudia Losch      | RFN            | 20,23 | 19,39 | x     | 18,85 | 19,31 | x     | 20,23 |
| 03 ! | Heidi Krieger      | NRD            | 18,63 | 19,85 | 20,18 | 19,97 | 19,81 | x     | 20,18 |
| 4.   | Nunu Abaszydze     | ZSRR           | 19,68 | 19,94 | x     | 20,03 | 19,80 | x     | 20,03 |
| 5.   | Mihaela Loghin     | Rumunia        | 19,58 | x     | 19,74 | x     | 19,42 | 19,76 | 19,76 |
| 6.   | Heike Dittrich     | NRD            | 18,18 | 18,74 | 19,26 | x     | x     | 19,50 | 19,50 |
| 7.   | Birgit Petsch      | RFN            | 16,07 | x     | 17,03 | 16,93 | 17,41 | x     | 17,41 |
| 8.   | Simone Créantor    | Francja        | 15,98 | 16,29 | x     | x     | x     | x     | 16,29 |